# 가흥리 고분
가흥리 고분(佳興里 古墳)은 전라남도 나주시 다시면 가흥리에 있는 고분이다. 2006년 12월 30일 나주시의 향토문화유산 제12호로 지정되었다.